# Goran Hadžić
Goran Hadžić sr. Горан Хаџић (ur. 7 września 1958 w Vinkovci, zm. 12 lipca 2016 w Nowym Sadzie) – serbski polityk, były prezydent Republiki Serbskiej Krajiny.
Swoją karierę polityka zaczynał w Związku Komunistów Jugosławii. Na początku lat 90. XX wieku był prezydentem Republiki Krajiny i politycznym przywódcą Serbów mieszkających w Chorwacji. Był ścigany przez Trybunał Haski za zbrodnie wojenne i zbrodnie przeciwko ludzkości. Był oskarżany o zaplanowanie morderstw i deportacji setek Chorwatów. Został aresztowany 20 lipca 2011.